# 太衝穴
太衝穴（たいしょうけつ）は、足の厥陰肝経に所属する3の経穴である。同経の兪土穴、原穴である。

## 名前の由来
太は大きく豊な形状、衝は要衝、つき動かすを意味し、旺盛な気血がめぐることから名づけられた。

## 部位
左右の第1・第2中足骨底間に取穴する。

## 効能
頭痛を抑えるツボと考えられ、びらん、月経不順に効く。扁桃炎、腰痛、便秘に使われる。